# 林口镇 (毕节市)
林口镇，是中华人民共和国贵州省毕节市七星关区下辖的一个乡镇级行政单位。

## 行政区划
林口镇下辖以下地区：
林前村、林光村、大塘村、白光村、青山村、高峰村、大寨村、新庄村、坪坝村、川山村、大地村、中坝村、年丰村、渭河村、鸡鸣三省村和灯塔村。